# Bisanzio Lupis
Bisanzio Lupis (Giovinazzo, 1478 – Giovinazzo, 1555) è stato uno storico e poeta italiano rinascimentale.
Fu autore di una Cronaca di Giovenazzo, una storia della cittadina dalle origini fino ai XVI secolo che venne data alle stampe, tuttavia, solo nel 1880. 
L'opera per la quale viene ricordato ancora oggi è una raccolta di poesie (Le Rime), pubblicata a Venezia nel 1517, che costituisce una delle prime edizioni cinquecentesche di letteratura pugliese, fornata da oltre 5.500 versi. A 44 anni divenne Sindaco di Giovinazzo per il partito dei nobili.
Gli è intestata una strada del centro storico di Giovinazzo.

## Opere
- Le rime, Venezia, 1517
- Le cronache di Giovenazzo, a cura di G. De Ninno, Giovinazzo, 1880
- Rime di Bisanzio de' Lupis, a cura di G. B. Bronzini, Matera, 1977
- Frottole di Bisanzio de Lupis da Giovinazzo, pubblicate per cura di Mario Menghini, Modena, 1892